# Râpele de la Cimișlia
Râpele de la Cimișlia reprezintă o rezervație peisagistică, situată la sud de orașul Cimișlia din raionul omonim, Republica Moldova, pe drumul spre orașul Basarabeasca (ocolul silvic Ciucur – Mingir, Oziornoe, parcela 3, subparcelele 11, 13, 15; Recea, parcela 7, subparcelele 1, 4, 5, 10; Bacanciu, parcela 5, subparcelele 5, 9, 11, 13-15, 17-19, 22, 23, 25, 27, 29). Rezervația are o suprafață de 256 ha. Obiectul este administrat de Întreprinderea Silvică de Stat Cimișlia.

## Vegetație

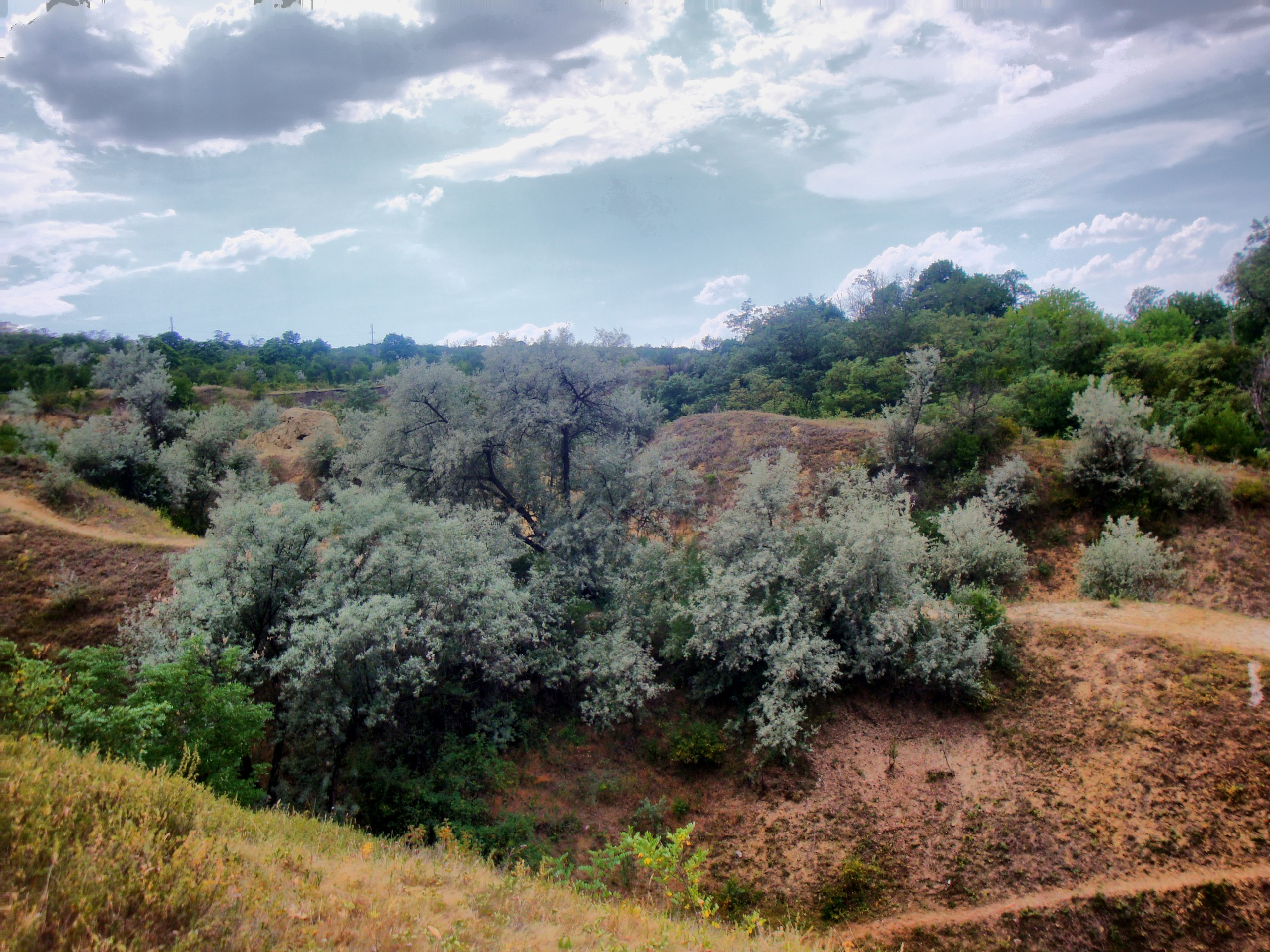
Vegetație tipică

Aria naturală a fost încadrată, în descrierea stațiunii și a vegetației forestiere, în etajul de silvostepă (Să) cu tipul de stațiune silvostepă deluroasă de cvercete cu plantații-culturi de amenajare, pe versanți cu expuneri diferite, ravene, soluri diverse, desfundate, erodisoluri, provenite din cernoziomuri, productivitate inferioară. Trupul de pădure este stejăret de silvostepă de productivitate inferioară cu tipul de sol „erodisol tipic”. Arboretele reprezintă culturi de ameliorare a terenurilor degradate formate de specii de salcâm, pin negru, prun, nuc, paltin de câmp, salcie, ulm de câmp, arțar tătăresc.

## Descoperiri paleontologice
Un teritoriu de 50 ha din ocolul silvic Ciucur-Mingir, în zona Valea Satului a Cimișliei, mai jos de sediul Gospodăriei de Stat Silvo-Cinegetice Cimișlia, este consemnat ca amplasament paleontologic. Începând cu anul 1929, în această zonă au fost descoperite mai multe puncte fosilifere de vârstă meoțiană. Zona a atras cercetători de la diferite instituții de profil: Academia de Științe a Moldovei, Muzeul Național de Etnografie și Istorie Naturală din Chișinău, Universitatea de Stat din Tiraspol cu sediul la Chișinău, Universitatea din București, Institutul paleontologic al Academiei Ruse de Științe⁠(d). A fost extras un număr mare de reminiscențe scheletice ale peste 40 de specii de vertebrate terestre, depozitate în prezent în colecțiile instituțiilor menționate: broasca-țestoasă Testudo bessarabica, iepurele Alipelus laskarevi, carnivorele Eomellivora rumana și Miohyaenotherium bessarabicum, hiparionii Hippotherium (Hipparion) praegiganteum și H. (H.) moldavicum, girafa Helladotherium suchovi, castorul Euroxenomys minutum minutum, rozătorul Neocricetodon (Kowalskia) browni, mastodontul Tetralophodon longirostris, dinoteriul Deinotherium giganteum, rinocerul fără coarne Chilotherium schlosseri, mistrețul Microstonyx major, antilopa Tragoportax frolovi, gazela Gazella sp., carnivorele Machairodus giganteus și Paramachairodus orientalis etc.

Exponate fosile la Muzeul Național de Etnografie și Istorie Naturală din Chișinău
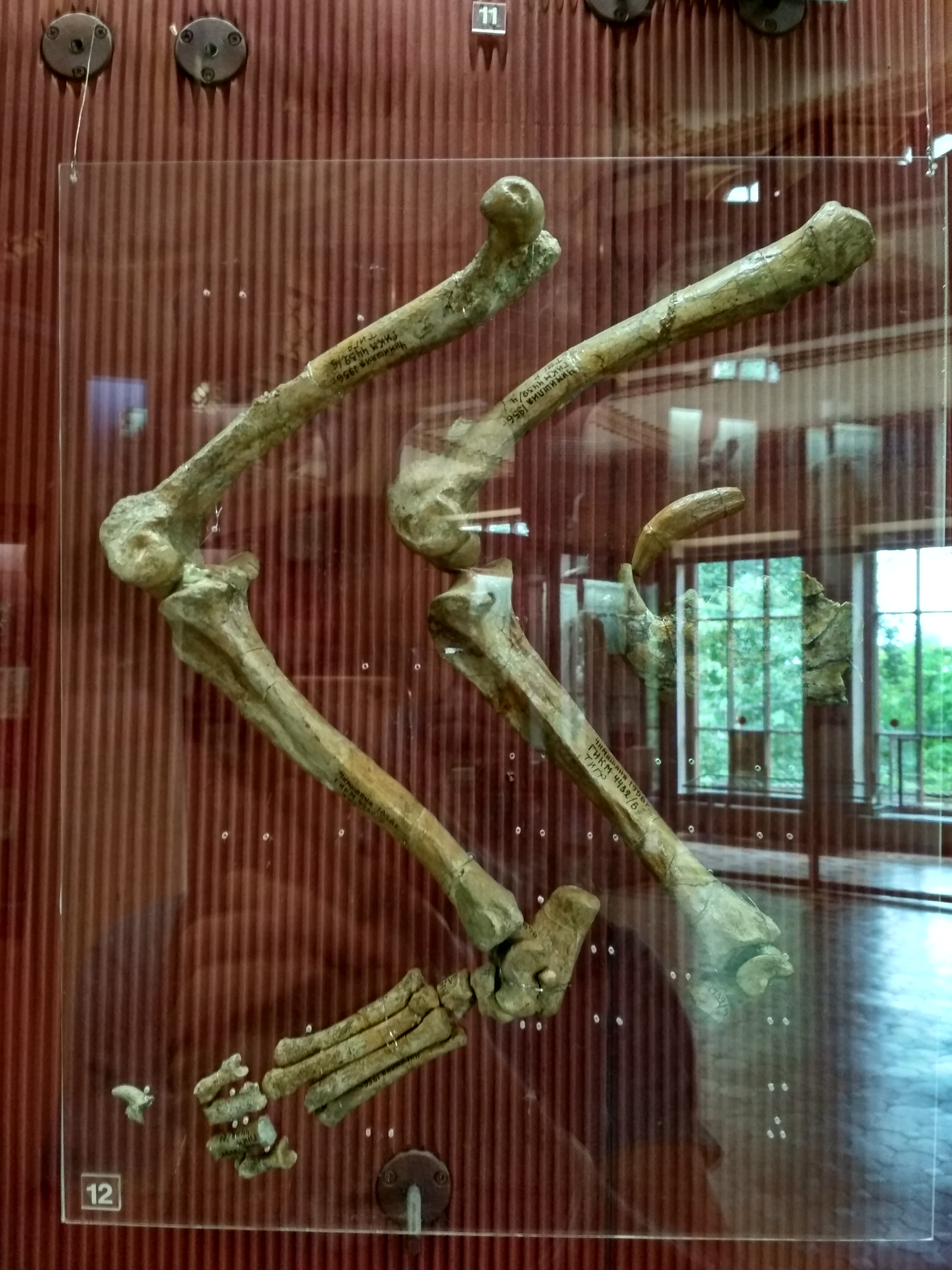
Membre posterioare de tigru fosil Machairodus sp. (meoțian – 8-6 mln. ani)
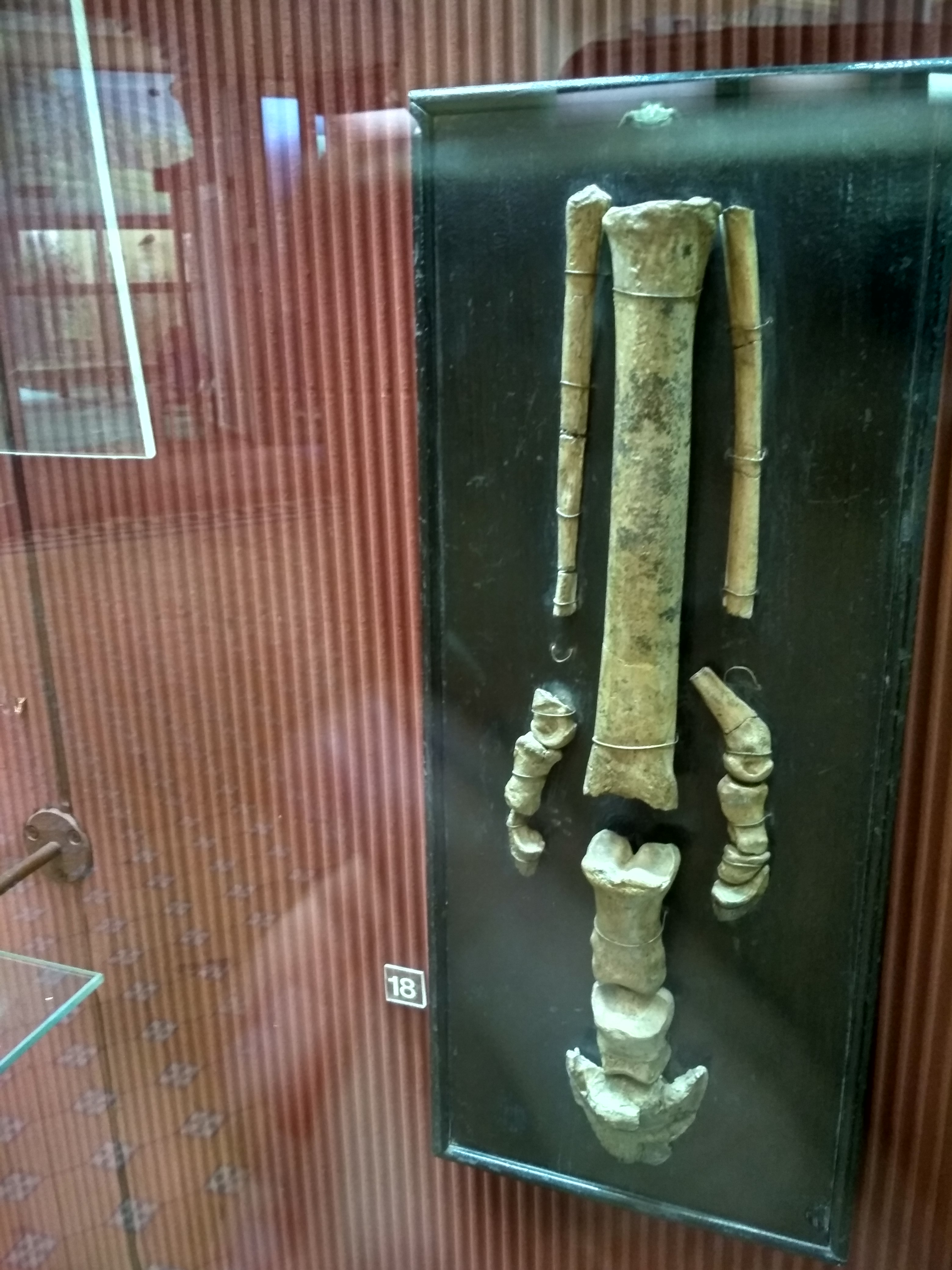
Membre de Hipparion sp. (meoțian – 8-6 mln. ani)

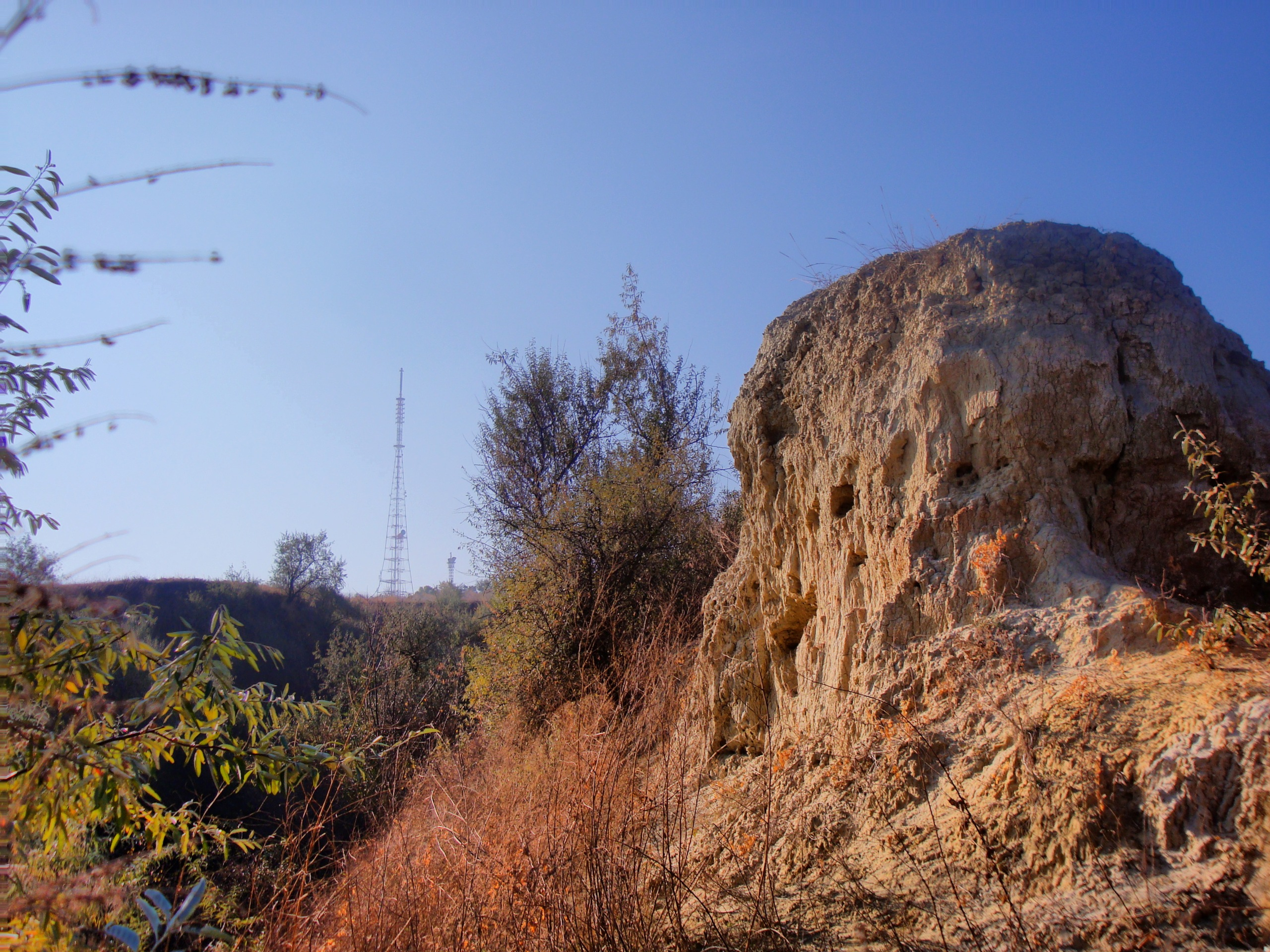
Afloriment de argile

Stratigrafia depozitelor unei ravene mai reprezentative este redată în tabel.
| Nr. | Secțiune stratigrafică                                                          | Grosime (cm) |
| --- | ------------------------------------------------------------------------------- | ------------ |
| 1   | sol arabil                                                                      | 30           |
| 2   | argilă amestecată cu sol                                                        | 85           |
| 3   | argilă amestecată cu oxizi de fier, marnă cu resturi de faună fosilă            | 98           |
| 4   | argilă nisipoasă                                                                | 50           |
| 5   | nisip fin alb-gălbui, pe alocuri cimentat în lentile cu resturi de faună fosilă | 250          |
| 6   | nisip                                                                           | 800          |
| 7   | argilă marnoasă                                                                 | ?            |

## Statut de protecție
Amplasamentul a fost luat sub protecția statului prin Hotărîrea Sovietului de Miniștri al RSSM din 13 martie 1962 nr. 111. Statutul de protecție a fost reconfirmat prin Legea nr. 1538 din 25 februarie 1998 privind fondul ariilor naturale protejate de stat, în cadrul rezervației peisagistice „Râpele de la Cimișlia”. Deținătorul funciar al monumentului natural era, la momentul publicării Legii din 1998, Gospodăria Silvică de Stat Cimișlia, care între timp a fost reorganizată în Întreprinderea Silvică de Stat Cimișlia.
Materialele paleontologice din râpele de la Cimișlia sunt de o importanță maximă pentru studierea faunei de vertebrate terestre a miocenului superior din Republica Moldova și din Europa în genere. Situl fosilifer meoțian pot constitui un etalon pentru cercetarea amplasamentelor meoțiene din alte regiuni ale Eurasiei. Conform situației din anul 2016, teritoriul ariei protejate nu era marcat, iar panoul cu informații despre rezervația peisagistică era deteriorat. Unii specialiști recomandă delimitarea amplasamentului fosilifer într-un monument al naturii de tip geologic sau paleontologic separat de rezervația peisagistică.

## Galerie de imagini

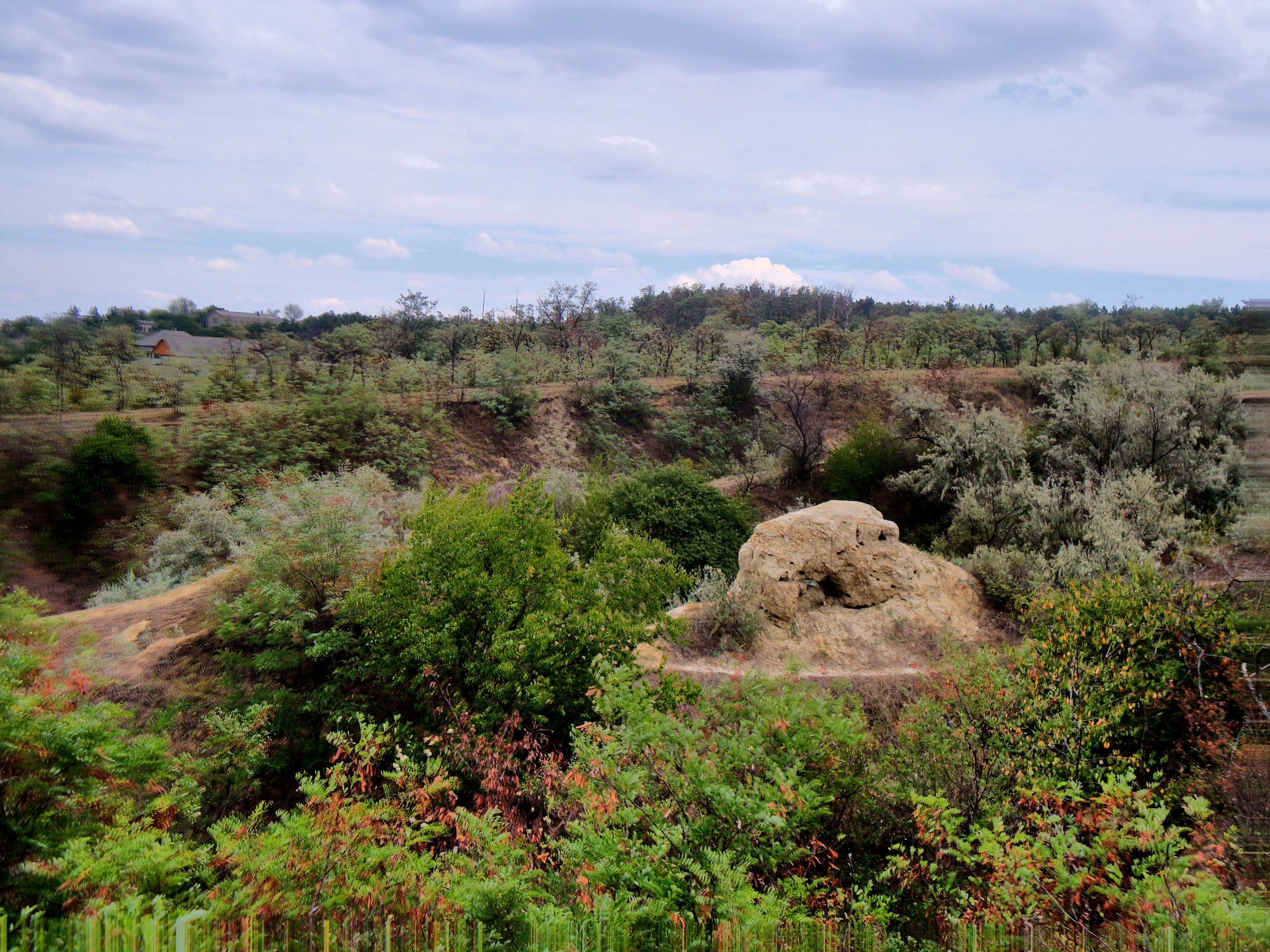
Râpele de la Cimișlia
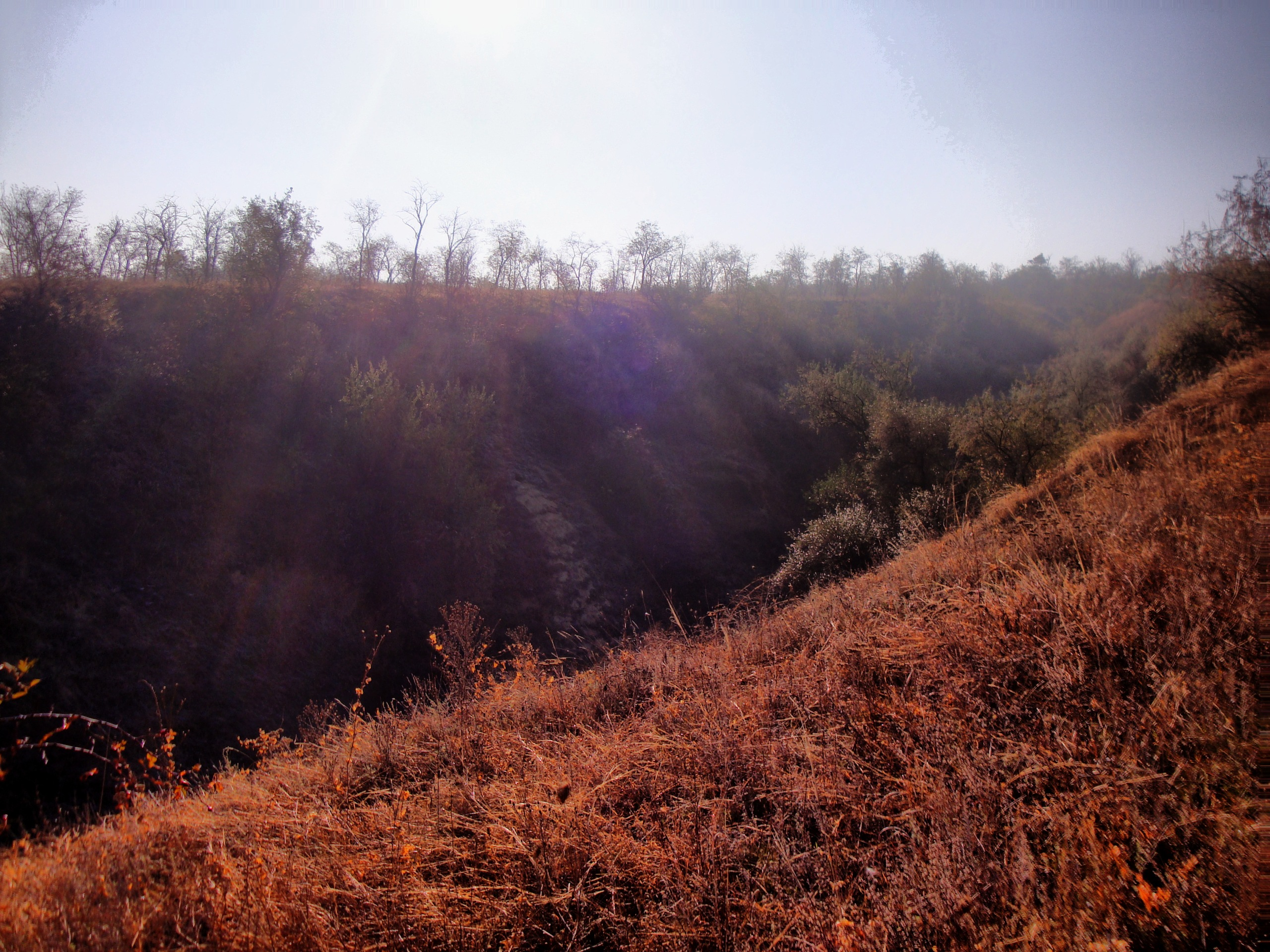
Râpele de la Cimișlia
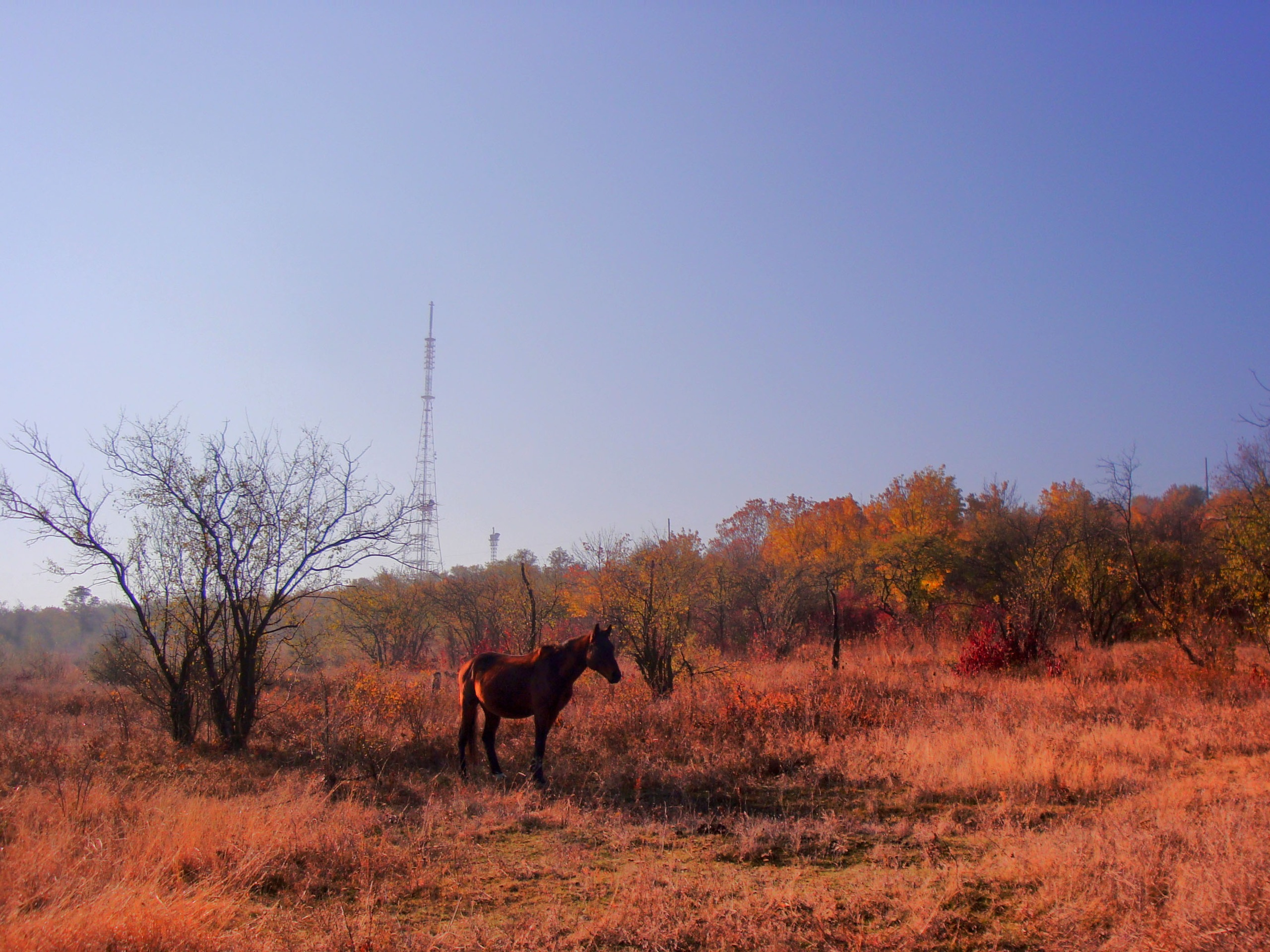
Râpele de la Cimișlia
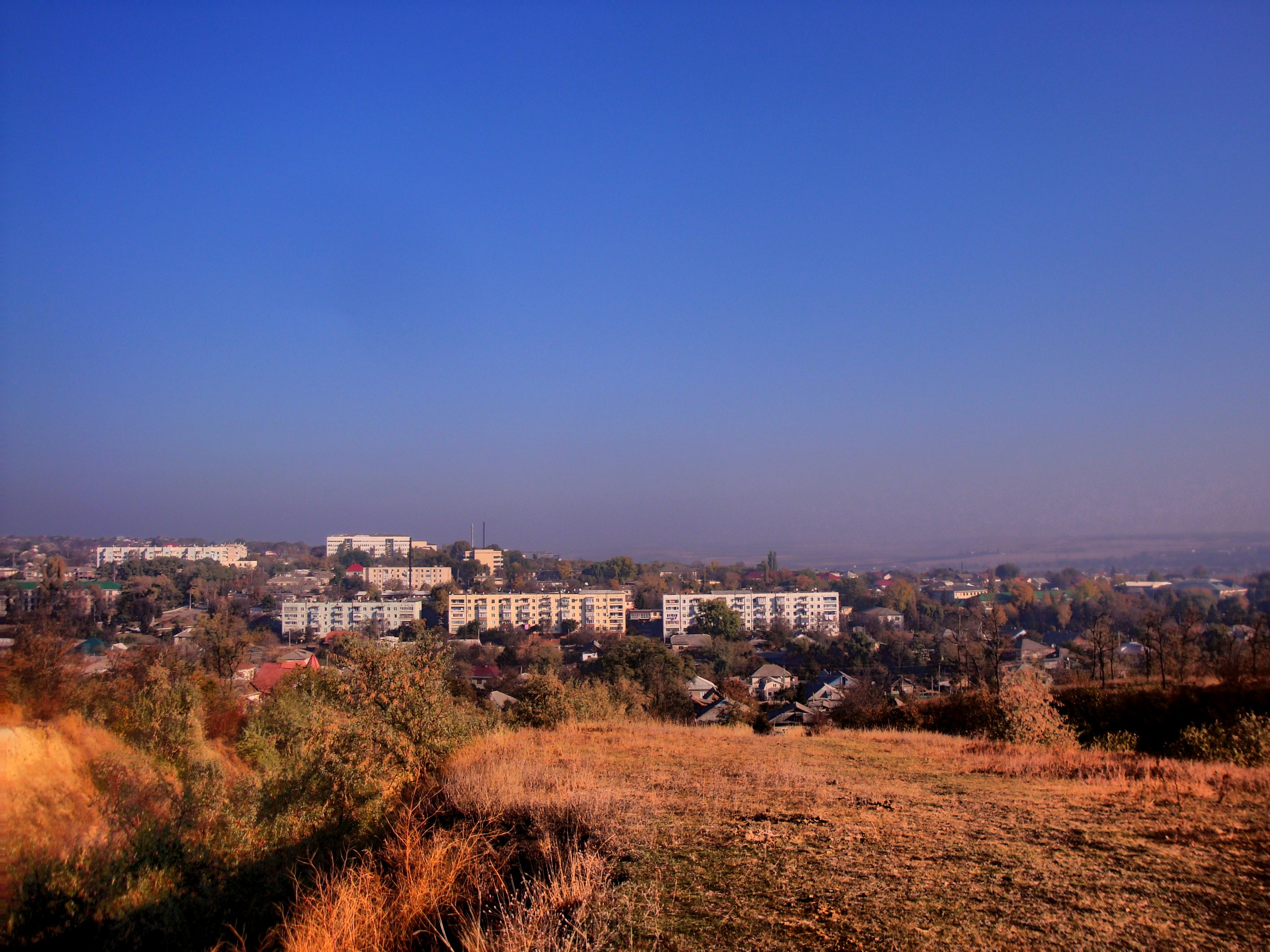
Vedere spre oraș